# Акпанча
Акпанча — озеро в Узункольском районе Костанайской области Казахстана. Находится в 6 км к северу от Речное (быв. свх им. Чапаева).
По данным топографической съёмки 1944 года, площадь поверхности озера составляет 2,16 км². Наибольшая длина озера — 2,5 км, наибольшая ширина — 1,2 км. Длина береговой линии составляет 9,4 км, развитие береговой линии — 1,79. Озеро расположено на высоте 158,3 м над уровнем моря.